# كيلسي بالكوويل
كيلسي إلين بالكوويل (من مواليد 19 سبتمبر 1992) هي رياضية كندية. حاصلة على الميدالية الفضية في بطولة أمريكا اللاتينية للناشئين ، والمرشحة النهائية من بطولة العالم للشباب لعام 2010 في ألعاب القوى .
ولدت بالكوويل في ليمنجتون، أونتاريو، وهي ابنة تود وكيم بالكوويل. لديها اثنين من الأشقاء، أخ واحد (مات) وأخت واحدة (اندريا). تخرجت من مدرسة إسيكس الثانوية في إسيكس ، أونتاريو ، حيث كانت بطلة مقاطعة في الخارج لست مرات في سباق 400 متر وعوائق وسيطة. تخرجت من جامعة ميامي . 

## روابط خارجية
- كيلسي بالكوويل على موقع الاتحاد الدولي لألعاب القوى (الإنجليزية)